# Xavier Barachet
Xavier Barachet (Nice, Francuska, 19. studenog 1988.) je francuski rukometaš i nacionalni reprezentativac koji igra na poziciji desnog vanjskog igrača. Trenutno nastupa za francuski Saint-Raphaël Var Handball.
Osvajač je dva europska te tri svjetska naslova rukometnog prvaka,te Olimpijskih igara u Londonu 2012.francuskom reprezentacijom.

## Karijera

### Klupska karijera
Barachet je rukomet počeo igrati u klubu Chambéry Savoie HB. Od značajnijih rezultata ostvarenih s klubom to su dva naslova francuskog viceprvaka 2008. i 2009. godine kao i finale francuskog kupa.

### Reprezentativna karijera
Xavier Barachet je od 2005. do 2008. bio član francuske U-21 reprezentacije. S njom je osvojio brončanu medalju na europskom juniorskom prvenstvu u Rumunjskoj. Mladog igrača je uočio francuski izbornik Claude Onesta te ga pozvao u seniorsku reprezentaciju na pripremni turnir Pariz-Bery uoči početka Svjetskog rukometnog prvenstva u Hrvatskoj 2009. Kao i francuski rukometni velikan Jackson Richardson, i Barachet je za Francusku debitirao u utakmici protiv Alžira.
S francuskom rukometnom reprezentacijom osvojio je jedno europsko i dva svjetska naslova prvaka.

## Osvojeni trofeji

### Klupski trofeji
| Francuska          | Francuska                       | Francuska       |
| Klub               | Natjecanje                      | Sezona (godina) |
| ------------------ | ------------------------------- | --------------- |
| Chambéry Savoie HB | Francusko prvenstvo - viceprvak | 2008.           |
| Chambéry Savoie HB | Francusko prvenstvo - viceprvak | 2009.           |
| Chambéry Savoie HB | Francuski kup - finale          | 2009.           |

### Reprezentativni trofeji
| Francuska                      | Francuska | Francuska |
| Natjecanje                     | Godina    | Trofej    |
| ------------------------------ | --------- | --------- |
| Svjetsko prvenstvo u Hrvatskoj | 2009.     | Zlato     |
| Europsko prvenstvo u Austriji  | 2010.     | Zlato     |
| Svjetsko prvenstvo u Švedskoj  | 2011.     | Zlato     |

## Vanjske poveznice
- Xavier Barachet (fr.Wiki)